# Estesícoro
Tisias, más conocido como Estesícoro (Στησίχορος, que quiere decir "maestro del coro", por su habilidad para dirigir los cantos corales), fue un poeta griego nacido en Metauro (Calabria) o en Hímera (Sicilia) hacia el 630 y fallecido hacia el 550 a. C. Era uno de los llamados nueve poetas líricos según el canon establecido por los académicos de la Biblioteca de Alejandría.

## Biografía
La enciclopedia Suda dice que hay quien opina que era de Metauro, del sur de Italia. El caso es que en Hímera transcurrió la mayor parte de su vida artística. Renovó la lírica coral articulando los poemas en estructuras ternarias (estrofa, antistrofa y epodo), que de su mano alcanzarán la perfección.
En su obra Fedro, Platón considera a Estesícoro nacido en Hímera (Sicilia). En monedas de Hímera está su efigie. Cicerón habla de que en esta población había una estatua suya. Lo que es seguro es que trabajó allí.
Dentro de la lírica griega, Estesícoro representa un puente entre la tragedia y la épica, a causa de su preferencia por la narración de mitos al margen de las conclusiones que de los mismos puedan sacarse, o de que sean pretexto para ensalzar a una ciudad o un personaje. Le interesan lisa y llanamente los relatos, en la medida en que forman parte de la tradición popular. Sus historias influyeron en las artes plásticas y muchas de ellas se encuentran reflejadas en la cerámica griega. Desde los años cincuenta del pasado siglo se ha incrementado el corpus de textos de que se disponía hasta ahora, de manera que ya es posible hacer una edición de sus obras, puesto que de los más de 26 libros que se le atribuían sólo habían subsistido fragmentos de unos 16, aunque muy numerosos.
Tiene una relación muy especial con Esparta. El Marmor Parium le atribuye un viaje a Grecia, y la Orestea la escribe para una fiesta espartana. Se ha sugerido que la Palinodia fue compuesta para satisfacer a los espartanos: en Esparta, Helena era venerada como una diosa.

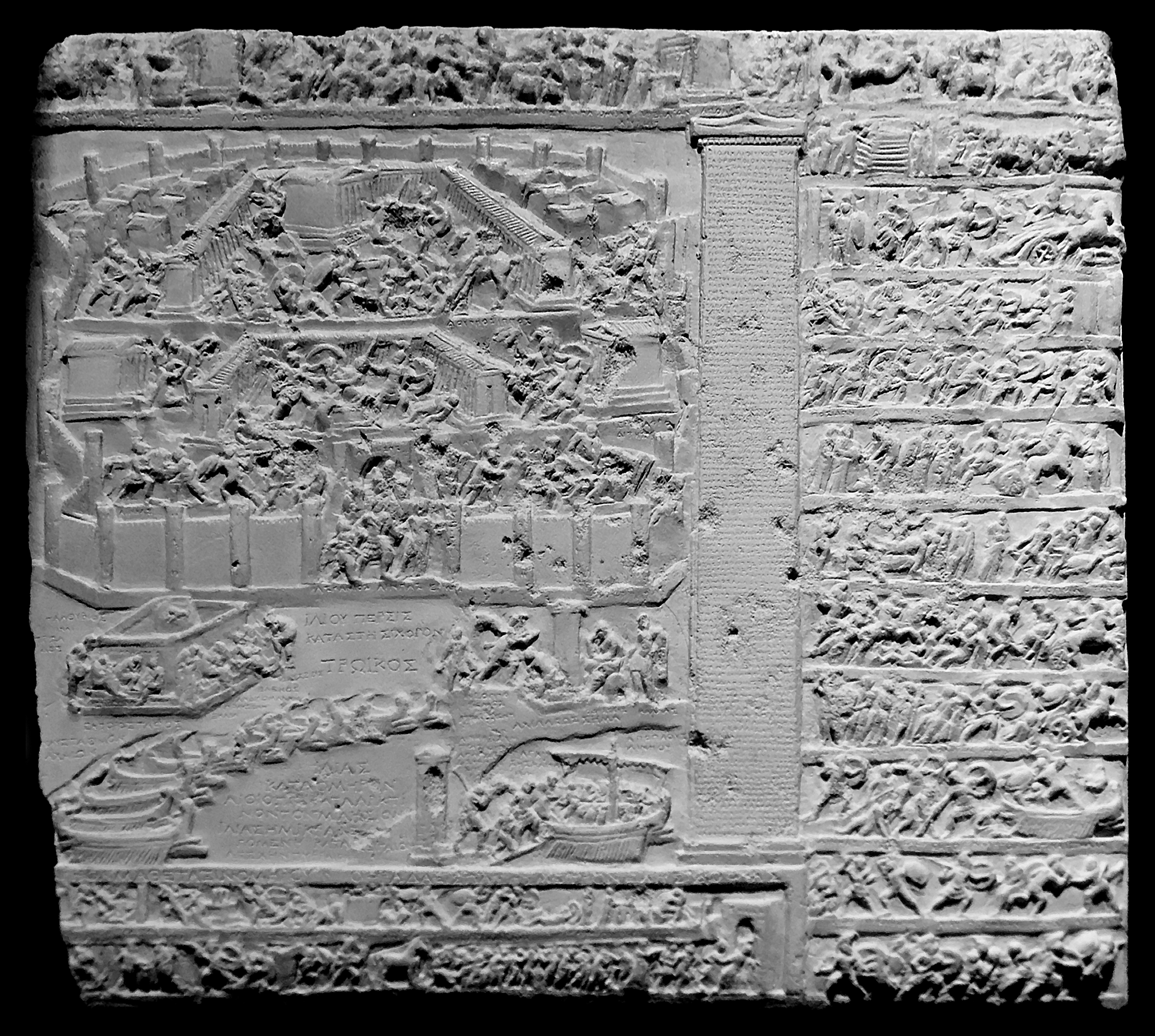
Escena de una tabula iliaca con esta inscripción: «El saqueo de Troya según cuenta Estesícoro».

Estesícoro viajó por toda Grecia y tomó parte en concursos poéticos de grandes fiestas. Parece que tuvo dos hermanos: Helianacte, legislador, y Mamertino, matemático; el ambiente de la época podría ser cercano al pitagórico.
Estesícoro recibió influjo de Homero, advertible en su obra sobre los retornos, concretamente en el episodio sobre Telémaco, en su despedida de Esparta con Menelao y Helena, argumento este, homérico, con iguales formas. Lo mismo puede decirse de su obra relativa a la destrucción de Troya. Añade a la tradición temas como el fantasma de Helena, que viaja a Troya mientras estaba ella en Egipto. Aporta ideas como el sueño de Clitemnestra, la nodriza de Orestes y su persecución por las Erinias, la persecución de los vencidos de Troya, la suerte de las prisioneras troyanas, el perdón de Menelao a Helena, el enfrentamiento entre Eteocles y Polinices, que trata de evitar su madre Yocasta, el tema de las fenicias de Eurípides, y la locura de Heracles que figura en su Cerbero.

## Leyenda
Se dice que cuando sus conciudadanos decidieron confiar la defensa de su ciudad, Hímera, al tirano de Agrigento (un tal Fularides), Estesícoro les persuadió de su error, narrándoles por primera vez la fábula del caballo y el ciervo: el caballo en un intento desesperado por terminar de una vez con su irreconciliable enemigo, el ciervo que le traía cosido a cornadas, acudió al hombre. Pero ocurrió que, una vez sojuzgado el ciervo por el aliado, este hizo lo mismo con el caballo. La ciudad de Hímera hizo caso de la fábula, y por esta vez se salvó de ser dominada por Agrigento.
Estesícoro también es famoso por la leyenda de su palinodia, seguramente el primer ejemplo en la literatura de tal tipo de poesía. En dicha palinodia, se desdice de la tradición acerca de que Helena de Troya fue la causante de la Guerra de Troya, y que fue tema de un anterior poema suyo.

## Obras
- Nostoi: relatos de viajeros que regresan al hogar.

- Orestíada, cuyo contenido trataba del sueño de Clitemnestra, de la intervención de la nodriza de Orestes y de cómo las Erinias perseguían al personaje que da título a la obra.

- Erífile, obra relacionada con el Ciclo tebano que trata de la venganza de los hijos de los siete que se enfrentaron con Tebas y perdieron, de la infiel Erífile, que traicionó a su esposo Anfiarao y de la venganza de su hijo Alcmeón.

- Juegos fúnebres en honor de Pelias, de la leyenda tesalia. Son juegos en los que participan muchos de los héroes de Grecia. En la obra se tratan temas muy comunes en la antigua poesía, aparecen los Dioscuros y los cazadores del Jabalí de Calidón, se cuenta cómo mata al jabalí Meleagro y cómo mata también a sus dos tíos por los despojos de la presa.

- Gerioneida, de al menos 1300 versos, sobre la hazaña de Heracles con el gigante de tres cuerpos Gerión, que se conserva además resumido en la Biblioteca mitológica del Pseudo-Apolodoro;

- Cálice y Dafnis tratan sobre amores desventurados.

- Cerbero

Diversos poemas que tratan sobre la Guerra de Troya le han sido atribuidos, como Helena (obra que se supone que se presentaba en dos libros), Palinodia (también de dos libros), La destrucción de Troya y otros. Asimismo, era conocido por su literatura erótica y sus canciones de amor.